# Championnat de Bulgarie de basket-ball
Le Championnat de Bulgarie de basket-ball, également nommé Natsionalna basketbolna liga ou NBL, est une compétition de basket-ball qui représente en Bulgarie le sommet de la hiérarchie du basket-ball. Le championnat de Bulgarie de basket-ball existe depuis 1942. Ce championnat regroupe les 8 meilleures équipes bulgares.

## Historique
Le championnat bulgare s'appelle A Division jusqu'en 2008, où il a pris la dénomination de Ligue nationale de basket-ball en 2008. La A Division désigne aujourd'hui la deuxième division bulgare.

## Palmarès
- 1941-1942 : BC Levski Sofia
- 1942-1943 : BC Lokomotiv Sofia
- 1943-1944 : Non disputé
- 1944-1945 : BC Levski Sofia
- 1945-1946 : BC Levski Sofia
- 1946-1947 : BC Levski Sofia
- 1947-1948 : BC Lokomotiv Sofia
- 1948-1949 : BK CSKA Sofia
- 1949-1950 : BK CSKA Sofia
- 1950-1951 : BK CSKA Sofia
- 1951-1952 : Slavia Sofia
- 1952-1953 : Slavia Sofia
- 1953-1954 : Basket Spartak Sofia
- 1954-1955 : BC Lokomotiv Sofia
- 1955-1956 : Basket Spartak Sofia
- 1956-1957 : Academic Sofia
- 1957-1958 : Academic Sofia
- 1958-1959 : Academic Sofia
- 1959-1960 : Basket Spartak Sofia
- 1960-1961 : BC Lokomotiv Sofia
- 1961-1962 : Basket Spartak Sofia
- 1962-1963 : Academic Sofia
- 1963-1964 : BC Lokomotiv Sofia
- 1964-1965 : BK CSKA Sofia
- 1965-1966 : BC Lokomotiv Sofia
- 1966-1967 : BK CSKA Sofia
- 1967-1968 : Academic Sofia
- 1968-1969 : Academic Sofia
- 1969-1970 : Academic Sofia
- 1970-1971 : Academic Sofia
- 1971-1972 : Academic Sofia
- 1972-1973 : Academic Sofia
- 1973-1974 : Balkan Botevgrad
- 1974-1975 : Academic Sofia
- 1975-1976 : Academic Sofia
- 1976-1977 : BK CSKA Sofia
- 1977-1978 : BC Levski Sofia
- 1978-1979 : BC Levski Sofia
- 1979-1980 : BK CSKA Sofia
- 1980-1981 : BC Levski Sofia
- 1981-1982 : BC Levski Sofia
- 1982-1983 : BK CSKA Sofia
- 1983-1984 : BK CSKA Sofia
- 1984-1985 : BC Cherno More Varna
- 1985-1986 : BC Levski Sofia
- 1986-1987 : Balkan Botevgrad
- 1987-1988 : Balkan Botevgrad
- 1988-1989 : Balkan Botevgrad
- 1989-1990 : BK CSKA Sofia
- 1990-1991 : BK CSKA Sofia
- 1991-1992 : BK CSKA Sofia
- 1992-1993 : BC Levski Sofia
- 1993-1994 : BC Levski Sofia
- 1994-1995 : BC Spartak Pleven
- 1995-1996 : BC Spartak Pleven
- 1996-1997 : Slavia Sofia
- 1997-1998 : BC Cherno More Varna
- 1998-1999 : BC Cherno More Varna
- 1999-2000 : BC Levski Sofia
- 2000-2001 : BC Levski Sofia
- 2001-2002 : BC Yambol
- 2002-2003 : Academic Sofia
- 2003-2004 : Academic Sofia
- 2004-2005 : Academic Sofia
- 2005-2006 : Academic Sofia
- 2006-2007 : Academic Sofia
- 2007-2008 : Academic Sofia
- 2008-2009 : Academic Sofia
- 2009-2010 : Academic Sofia
- 2010-2011 : Academic Sofia
- 2011-2012 : Academic Sofia
- 2012-2013 : Academic Sofia
- 2013-2014 : BC Levski Sofia
- 2014-2015 : Academic Sofia
- 2015-2016 : Academic Sofia
- 2016-2017 : Academic Sofia
- 2017-2018 : BC Levski Sofia
- 2018-2019 : Balkan Botevgrad
- 2019-2020 : Non attribué pour cause de Pandémie de Covid-19
- 2020-2021 : BC Levski Sofia
- 2021-2022 : Balkan Botevgrad
- 2022-2023 : Balkan Botevgrad
- 2023-2024 : BC Rilski Sportist
- 2024-2025 : BC Rilski Sportist

## Bilan par club
| Club                 | Titres | Ville     | Année |
| -------------------- | ------ | --------- | --- |
| Academic Sofia       | 26     | Sofia     | 1957, 1958, 1959, 1963, 1968, 1969, 1970, 1971, 1972, 1973, 1975, 1976, 2003, 2004, 2005, 2006, 2007, 2008, 2009, 2010, 2011, 2012, 2013, 2015, 2016, 2017 |
| BC Levski Sofia      | 20     | Sofia     | 1942, 1945, 1946, 1947, 1954, 1956, 1960, 1962, 1978, 1979, 1981, 1982, 1986, 1993, 1994, 2000, 2001, 2014, 2018, 2021                                     |
| BK CSKA Sofia        | 12     | Sofia     | 1949, 1950, 1951, 1965, 1967, 1977, 1980, 1983, 1984, 1990, 1991, 1992                                                                                     |
| Balkan Botevgrad     | 7      | Botevgrad | 1974, 1987, 1988, 1989, 2019, 2022, 2023 |
| BC Lokomotiv Sofia   | 6      | Sofia     | 1943, 1948, 1955, 1961, 1964, 1966 |
| Basket Spartak Sofia | 4      | Sofia     | 1954, 1956, 1960, 1962 |
| Slavia Sofia         | 3      | Sofia     | 1952, 1953, 1997 |
| BC Cherno More Varna | 3      | Varna     | 1985, 1998, 1999 |
| BC Spartak Pleven    | 2      | Pleven    | 1995, 1996 |
| BC Rilski Sportist   | 2      | Samokov   | 2024, 2025 |
| BC Yambol            | 1      | Yambol    | 2002 |